# Francesco Brioschi

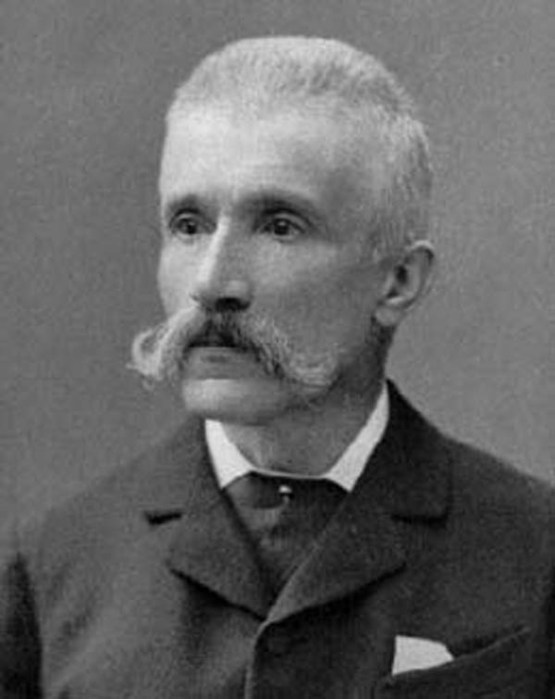
Francesco Brioschi

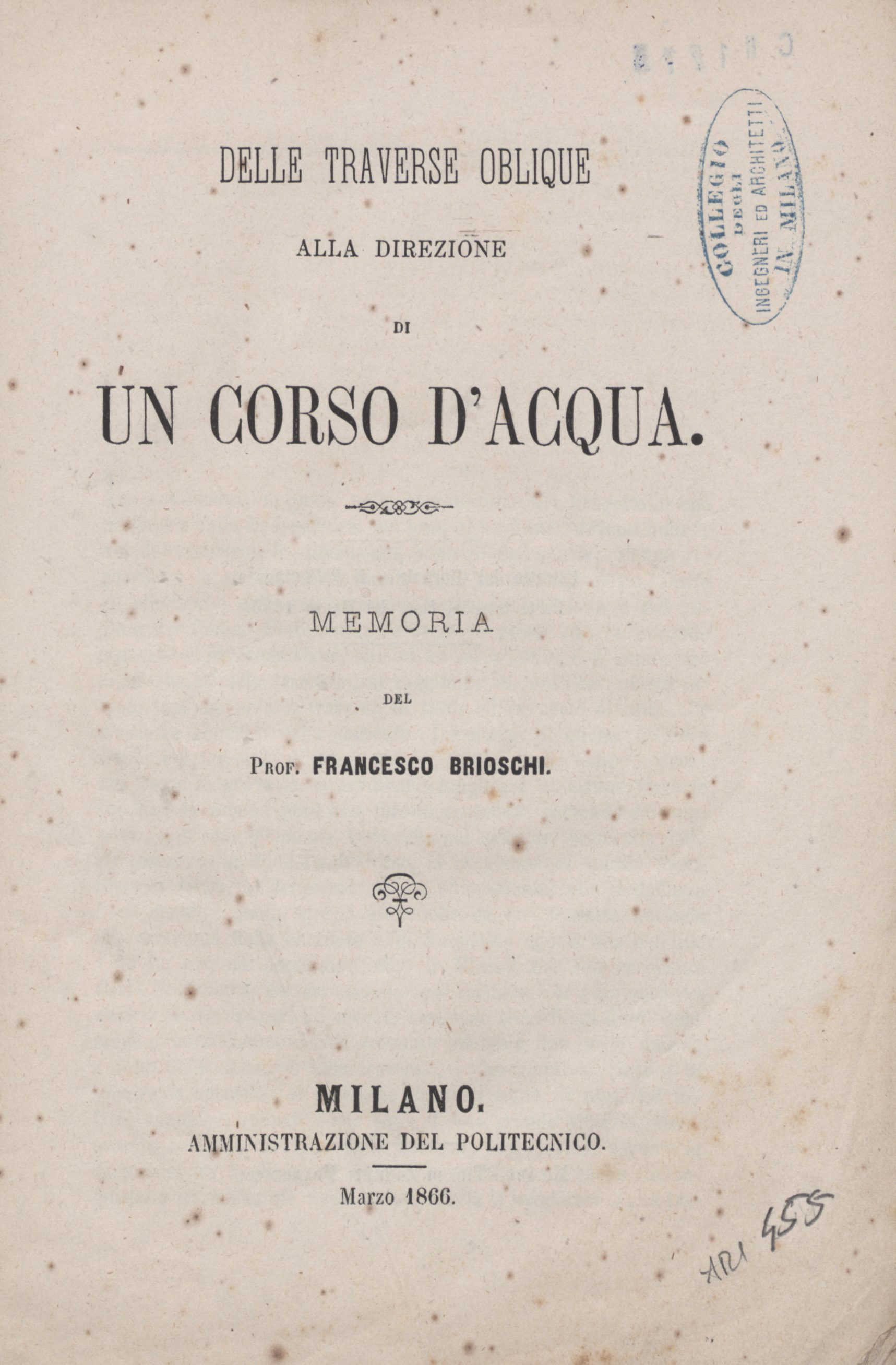
Delle traverse oblique alla direzione di un corso d'acqua (1866)

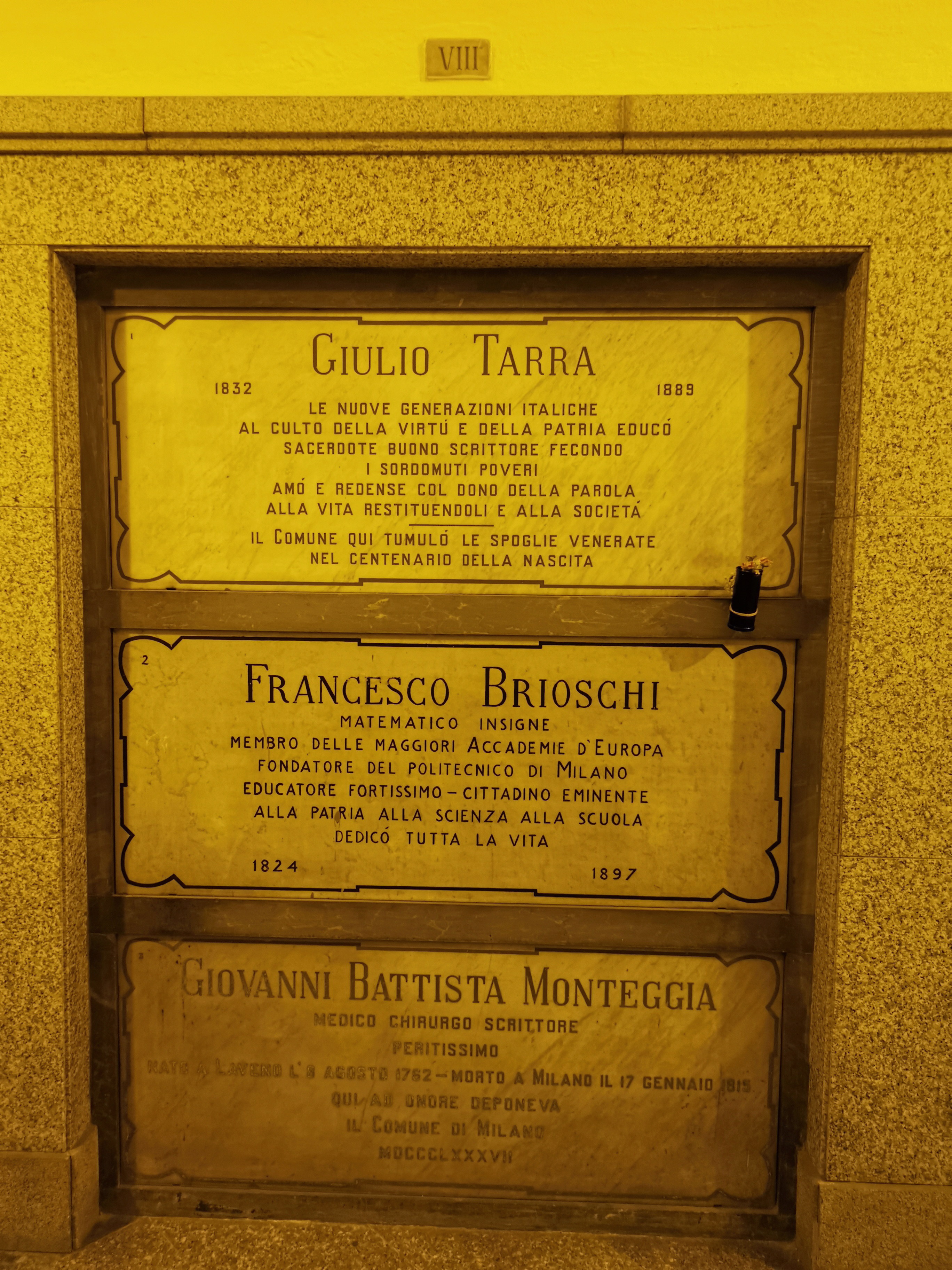
Grab im Cimitero Monumentale Mailand

Francesco Brioschi (* 22. Dezember 1824 in Mailand; † 13. Dezember 1897 ebenda) war ein italienischer Mathematiker, der Mathematik in Italien im 19. Jahrhundert organisatorisch entscheidend prägte.

## Leben und Werk
Brioschi besuchte die Universität Padua, wo er 1845 bei Antonio Bordoni (1789–1860) promoviert wurde und insbesondere die Werke von Joseph-Louis Lagrange und Augustin-Louis Cauchy studierte. 1852 bis 1861 unterrichtete er angewandte Mathematik (unter anderem Mechanik, Astronomie, Architektur) an der Universität Padua. 1858 besuchte er zusammen mit Enrico Betti aus Pisa und seinem Studenten Felice Casorati die Universitäten Paris, Göttingen und Berlin. Besonders die Begegnung mit Bernhard Riemann in Göttingen wurde folgenreich. Mit Betti begann er, dessen Arbeiten zu übersetzen und Vorlesungen über seine Theorien zu halten. Häufig wird das als der Beginn der eigenständigen italienischen Entwicklung in der Mathematik im 19. Jahrhundert gesehen, mit besonderem Schwerpunkt in der algebraischen Geometrie. Noch vor der italienischen Einigung wurde er 1859 von Graf Cavour (wie auch Giuseppe Verdi) in ein Komitee zur Unterrichtsreform berufen, die ähnlich den humboldtschen Reformen in Preußen wirken sollte.
1861/62 war er Staatssekretär im Unterrichtsministerium und 1863 Gründer des Polytechnikums in Mailand, wo er bis zu seinem Lebensende Professor für Mathematik und Hydraulik sowie Rektor war. Seine Wasserbau-Vorlesungen trugen insbesondere Früchte, als auf Initiative des Rektors des Polytechnikums Giuseppe Colombo (1836–1921), einem Studenten von Brioschi, der außerdem bei Thomas Alva Edison lernte, 1883 in Norditalien die ersten elektrischen Wasserkraftanlagen in Europa gebaut wurden. Als Wasserbauingenieur war er an Arbeiten zur Regulierung des Po und Tiber beteiligt, deren Überschwemmungen regelmäßig große Schäden verursachten. Er blieb auch weiter politisch in der Reform des Schulwesens aktiv. 1865 wurde er italienischer Senator.
Brioschi schrieb 1854 ein Buch über die Theorie der Determinanten und 1858 bis 1861 ein vierbändiges Werk über die Invariantentheorie binärer quadratischer Formen. 1858 gab er eine Lösung der Gleichung fünften Grades mit elliptischen Funktionen an (um dieselbe Zeit gab auch Leopold Kronecker eine Lösung an). Er untersuchte auch die Lösung der Gleichung sechsten Grades und bewies, dass die Lösung spezieller Gleichungen sechsten Grades mit hyperelliptischen Funktionen, die Heinrich Maschke 1888 erzielte, auf alle Gleichungen sechsten Grades erweiterbar ist. Er verfasste auch eine Euklid-Ausgabe für italienische Schulen und gab den Codex Atlanticus von Leonardo da Vinci heraus. 1867 bis 1877 gab er die Annali di matematica pura e applicata heraus, die er zu einer in Europa angesehenen mathematischen Zeitschrift machte. 1869 wurde er zum korrespondierenden Mitglied der Göttinger Akademie der Wissenschaften gewählt. 1870 wurde er Mitglied der Accademia dei Lincei, deren Präsident er 1884 wurde. 1874 wurde er in die American Academy of Arts and Sciences gewählt. Ab 1880 war er korrespondierendes Mitglied der Académie des sciences, ab 1881 der Preußischen Akademie der Wissenschaften, ab 1884 der Russischen Akademie der Wissenschaften in Sankt Petersburg, ab 1892 der Académie royale des Sciences, des Lettres et des Beaux-Arts de Belgique und ab 1895 der Bayerischen Akademie der Wissenschaften. Seit 1878 war er Ehrenmitglied der London Mathematical Society.
Weitere seiner Doktoranden neben Casorati waren Eugenio Beltrami (1856) und Luigi Cremona (1853).